# Akçeşme, Keşan
Akçeşme là một xã thuộc huyện Keşan, tỉnh Edirne, Thổ Nhĩ Kỳ. Dân số thời điểm năm 2011 là 156 người.